# BENE-League Handball 2020/21
De BENE-League Handball 2020/21 was de zevende editie van de handbalcompetitie tussen de Nederlandse en Belgische herenteams. 

## Gevolgen van de coronacrisis in België en Nederland
In het weekend van 12/13 september 2020 was de oorspronkelijke startdatum van van de BENE-League 2020/21. Door de coronamaatregelen in België heeft de raad van toezicht van de BENE-League besloten om te wachten met start van de BENE-League.
De startdatum van de competitie was in het weekend van 10/11 oktober 2020. Door hoge corona besmettingen in Nederland en binnen bepaalde clubs die deelnamen aan de BENE-League zijn er wedstrijden geschrapt die op een later moment moesten ingehaald worden. Na één speelronde werd de BENE-League stil gelegd voor onbepaalde tijd.
Na overleg tussen de nationale handbalbonden en de BENE-League organisatie werd er afgezien van een herstart van het huidige seizoen 2020/21. De gezondheidscrisis en verschillen in maatregelen in België en Nederland was het moeilijk om de competitie te herstarten. De bonden geven daarom de voorkeur aan het spelen van de eigen nationale competitie.

## Gevolgen van het terugtrekken van The Dome/Handbal Houten
Vooraf gaan het seizoen 2020/2021 heeft The Dome/Handbal Houten zich terug getrokken uit de BENE-League en terug gegaan naar de Nederlandse eredivisie. De vereniging concludeerde dat de belangstelling van publiek, televisie en sponsoren niet het juiste resultaat gaf wat een promotie meebracht, aldus voorzitter Dick Jacobs van Houten. 
Door het terugtekken van The Dome/Handbal Houten moest het NHV op een vervanger voor het komende seizoen. De top 3 van het jaar ervoor, Wematrans/Quintus, Oosting Metaal Recycling/E&O en Anytime Fitness/BFC weerhouden zich om eventueel te promoveren naar de BENE-League. Hierdoor is het besluit gekomen dat de BENE-League voor het seizoen 2020/2021 uit zes Belgische- en vijf Nederlandse teams zou bestaan.

## Opzet
- De beste zes ploegen van Belgische eerste nationale en de beste vijf ploegen uit de Nederlandse eredivisie spelen een volledige competitie tegen elkaar.
- De vier ploegen die aan het einde van deze competitie bovenaan staan, strijden om de titel van de BENE-League. Dit gebeurt in één weekend. Op de zaterdag de halve finales (nummer 1 van de competitie tegen nummer 4, en nummer 2 tegen nummer 3), en op de zondag de strijd om plaats 3/4 en de finale.
- De 2 Belgische ploegen, die in BENE-League als laagste zijn geëindigd, spelen onderling een best-of-five. De winnaar van deze tweekamp speelt volgend seizoen wederom in de BENE-League en de verliezende ploeg in de reguliere competitie van de Belgische eerste nationale.
- Ook de 2 Nederlandse ploegen, die in BENE-League als laagste zijn geëindigd, spelen onderling een best-of-five. De verliezer van deze tweekamp degradeert naar reguliere competitie van de Nederlandse eredivisie. De winnaar moet daarna in een best-of-three nog strijden tegen de verliezer van de best-of-five tussen de nummers één en twee van de reguliere competitie van de Nederlandse eredivisie. De winnaar van de best-of-three speelt volgend seizoen in de BENE-League, en de verliezer in de reguliere competitie van de eredivisie.

Van de Belgische ploegen degradeert één ploeg. Van de Nederlandse ploegen degradeert er met zekerheid één en, afhankelijk van de nacompetitie in Nederland, mogelijk nog een tweede ploeg.

## Teams
| Club                        | Stad            | Provincie      | Trainer            | Hal                       |
| België                      | België          | België         | België             | België                    |
| --------------------------- | --------------- | -------------- | ------------------ | ------------------------- |
| Sezoens Achilles Bocholt    | Bocholt         | Limburg        | Bart Lenders       | De Damburg                |
| HC AtomiX                   | Haacht          | Vlaams-Brabant | Bogdan Janiszewski | Sporthal Den Dijk         |
| Hubo Initia Hasselt         | Hasselt         | Limburg        | Jo Delpire         | Alverberg                 |
| Sporting Pelt               | Neerpelt-Lommel | Limburg        | Björn Timmermans   | Dommelhof                 |
| Handbal Tongeren            | Tongeren        | Limburg        | Jean-Luc Grandjean | Eburons Dôme              |
| HC Visé BM                  | Wezet           | Luik           | Korneel Douven     | Hall Omnisports de Visé   |
| Nederland                   |                 |                |                    |                           |
| Green Park Handbal Aalsmeer | Aalsmeer        | Noord-Holland  | Bert Bouwer        | De Bloemhof               |
| Herpertz Bevo HC            | Panningen       | Limburg        | Jo Smeets          | De Heuf                   |
| JD Techniek/Hurry-Up        | Zwartemeer      | Drenthe        | Joop Fiege         | Succes Holidayparcs Arena |
| KEMBIT-LIONS                | Sittard-Geleen  | Limburg        | Christoph Jauernik | Stadssporthal             |
| KRAS/Volendam               | Volendam        | Noord-Holland  | Hans van Dijk      | Opperdam                  |

1.  Gaby Birjovanu ·
3. Nils Dekker ·
4. Jimmy Castien ·
5. Tom de Bruin ·
7. Don Hartog ·
8. Donny Vink ·
10. Niels de Jong ·
12. Marco Verbeij ·
13. Samir Benghanem ·
14. Rob Jansen ·
17.  Vaidas Trainavicius ·
19. Marwin van Offeren ·
20. Max de Maat ·
21. René de Knegt ·
22. Tim Bottinga ·
23.  Tobias Marx ·
24. Pepijn Michielsen ·
32. Jeromy van der Ban ·
55. Thomas Houtepen ·
Coach: Bert Bouwer
· Assistent-coach: Wai Wong
5. Michiel Lamers ·
7. Wout Winters ·
8.  Evert Kooijman ·
9. Merlijn Wouters ·
10. Yannick Glorieux ·
11. Elias Koninkx ·
12. Stef Gijbels ·
14. Serge Spooren ·
15. Roel Valkenborgh ·
16.  Arjan Versteijnen ·
16. Clem Leroy ·
17. Joren Lamers ·
18. Thomas Driesen ·
20. Ruben Roelants ·
23. Lars Dewachtere ·
24.  Tim Claessens ·
25. Quinten Colman ·
28. Pieter Winters ·
30.  Sergio Rola ·
36. Tristan Tielen ·
40. Stef Jaeken ·
44. Lennert Ceyssens ·
46. Tiber Daubies ·
50. Jorn Ceyssens ·
Coach: Bart Lenders
· Assistent-coach: Frank Torfs
1. Bram van Grunsven ·
2. Sybren Stijweg ·
8. Guus van den Heuvel ·
9. Nick de Kuyper ·
10. Jordin van Berlo ·
11. Niels Poot ·
12. Mika Schoolmeesters ·
14. Max de Lange ·
15.  Kobe Serras ·
18. Jeroen van den Beucken ·
19. Nick van den Beucken ·
21. Joris Gille ·
23. Niek Jordens ·
69. Ivo Verberne ·
79. Dario Polman ·
Coach:  Jo Smeets
· Assistent-coach: Lambert van Berlo
2. Sven Hemmes ·
4. Harm Meijer ·
5. Ronald Suelmann ·
6. Noah van Wieringen ·
7.  Ulissen Ribeiro ·
10. Sjoerd Boonstra ·
11. Sander Bos ·
13.  Tiago Azenha Filipe ·
23. Bernie Vermeer ·
28. Sverre Jansen ·
32.  Boris Tot ·
34. Ruben Fiege ·
55.  Petar Puljic ·
79.  Dragan Vrgoc ·
92. Kevin Bos ·
96. René Jaspers ·
Coach: Joop Fiege
· Assistent-coach: Manuel Kremer
1. Nicholas Plessers ·
8. Niels Kelchtermans ·
9.  Andrei Buciuman ·
12. Pieter Schruers ·
13. Bram Van der Goten ·
19. Yme Bertels ·
21. Stijn Gijs ·
23. Warre Baert ·
24.  Bram Versteegden ·
30. Ilyas D'Hanis ·
34. Samuel Degbey ·
77. Jona Boiten ·
94.  Mario Horvacki ·
Coach: Tijl Habraken Jo Delpire
· Assistent-coach: Pascal Grossi
1. Mike Kusters ·
4. Koen van Dijk ·
5. Tim Roefs ·
6. Rob Schmeits ·
8. Luca van Straaten ·
14. Serge Heijnen ·
15. Lino Janssen ·
16. Bram Kleijkers ·
18. Ivo Steins ·
19. Joris Baart ·
22.  Pieter Strauven ·
23. Luuk Hoiting ·
25. Jasper Adams ·
27.  Bjorn Marquardt ·
28. Robin Leunissen ·
32.  João Jacob Ramos ·
37. Ids Eussen ·
39. Martijn Kleijkers ·
44.  Jeroen de Beule ·
Coach:  Christoph Jauernik
· Assistent-coach: Lambert Schuurs
4. Niels Vansloot ·
5. Seppe Vandenboer ·
7.  Tommie Falke ·
10.  Ephrahim Jerry ·
11.  Vlatko Tasevski ·
12.  Thijs van Leeuwen ·
14.  Marco Vernooy ·
15.  Bart Köhlen ·
21. Louis Vandebeeck ·
22. Daan Versleeuwen ·
24.  Dylan Vossen ·
24.  Eligio Pepels ·
27.  Robin Schoenaker ·
31. Tom Lukkesen ·
35. Youri Denert ·
44. Robbe Spooren ·
49. Door Vandebeeck ·
55. Marko Pedic ·
Coach: Bjorn Timmermans
1.  Nick de Knegt ·
2. Joris Gille ·
4. Thomas Bolaers ·
7. Julien Devisch ·
15. Stéphane Geradon ·
18. Hugo Rodado ·
20. Nicolas Danse ·
21. Arthur Vanhove ·
23. Louis Marchal ·
24. Florian Glesner ·
26. Glen Gevers ·
32. Nathan Bolaers ·
34. Arber Qerimi ·
35. Guillaime Poppe ·
47. Collin Glesner ·
88.  Eleftherios Seirekidis ·
Coach: Jean-Luc Grandjean
· Assistent-coach: Salem Dobojak
1. Michiel van Gils ·
2. Robin Nagtegaal ·
4. Rik Zwarthoed ·
5. Stefan Schilder ·
6. Jeroen Roefs ·
9. Jordy Baijens ·
12. Rob Goudriaan ·
13. Stefan van Gils ·
14. Jordan Beukman ·
16. Dennis Schellekens ·
17. Florent Bourget ·
18. Diego Jacobs ·
19. Collin de Vette ·
20. Jort Neuteboom ·
21. Jorn Smits ·
22. Erik Blaauw ·
Coach:  Mark Ortega Hans van Dijk
· Assistent-coach:  Bozidar Zorko Mark Neeft

## Stand
>> Volledig afgelast, het getoonde is de oorspronkelijke stand. <<
| Pos | Club                        | Wed | W | G | V | Ptn | DV | DT | +/− | Opmerking                    |
| --- | --------------------------- | --- | - | - | - | --- | -- | -- | --- | ---------------------------- |
| 1   | Sezoens Achilles Bocholt    | 1   | 1 | 0 | 0 | 2   | 28 | 23 | +5  | Geplaatst voor de Final Four |
| 2   | HC AtomiX                   | 1   | 1 | 0 | 0 | 2   | 34 | 30 | +4  | Geplaatst voor de Final Four |
| 3   | Green Park Handbal Aalsmeer | 0   | 0 | 0 | 0 | 0   | 0  | 0  | 0   | Geplaatst voor de Final Four |
| 4   | Herpertz Bevo HC            | 0   | 0 | 0 | 0 | 0   | 0  | 0  | 0   | Geplaatst voor de Final Four |
| 5   | JD Techniek/Hurry-Up        | 0   | 0 | 0 | 0 | 0   | 0  | 0  | 0   |                              |
| 6   | Sporting Pelt               | 0   | 0 | 0 | 0 | 0   | 0  | 0  | 0   |                              |
| 7   | KEMBIT-LIONS                | 0   | 0 | 0 | 0 | 0   | 0  | 0  | 0   |                              |
| 8   | HC Visé BM                  | 0   | 0 | 0 | 0 | 0   | 0  | 0  | 0   |                              |
| 9   | KRAS/Volendam               | 0   | 0 | 0 | 0 | 0   | 0  | 0  | 0   |                              |
| 10  | Handbal Tongeren            | 1   | 0 | 0 | 1 | 0   | 30 | 34 | -4  |                              |
| 11  | Hubo Initia Hasselt         | 1   | 0 | 0 | 1 | 0   | 23 | 28 | +5  |                              |

Bron: bnleague.com - ranking[dode link]

## Uitslagen
>> Volledig afgelast, het getoonde is de oorspronkelijke stand. <<
|                             | AAL      | ATO      | BEV      | BOC      | HAS      | HUR      | LIO      | PEL      | TON      | VIS      | VOL      |
| --------------------------- | -------- | -------- | -------- | -------- | -------- | -------- | -------- | -------- | -------- | -------- | -------- |
| Green Park Handbal Aalsmeer | 00–00    | afgelast | afgelast | afgelast | afgelast | afgelast | afgelast | afgelast | afgelast | afgelast | afgelast |
| HC AtomiX                   | afgelast | 00–00    | afgelast | afgelast | afgelast | afgelast | afgelast | afgelast | 34–30    | afgelast | afgelast |
| Herpertz Bevo HC            | afgelast | afgelast |          | afgelast | afgelast | afgelast | afgelast | afgelast | afgelast | afgelast | afgelast |
| Sezoens Achilles Bocholt    | afgelast | afgelast | afgelast |          | afgelast | afgelast | afgelast | afgelast | afgelast | afgelast | afgelast |
| Hubo Initia Hasselt         | afgelast | afgelast | afgelast | 23–28    |          | afgelast | afgelast | afgelast | afgelast | afgelast | afgelast |
| JD Techniek/Hurry-Up        | afgelast | afgelast | afgelast | afgelast | afgelast |          | afgelast | afgelast | afgelast | afgelast | afgelast |
| KEMBIT-LIONS                | afgelast | afgelast | afgelast | afgelast | afgelast | afgelast |          | afgelast | afgelast | afgelast | afgelast |
| Sporting Pelt               | afgelast | afgelast | afgelast | afgelast | afgelast | afgelast | afgelast |          | afgelast | afgelast | afgelast |
| Handbal Tongeren            | afgelast | afgelast | afgelast | afgelast | afgelast | afgelast | afgelast | afgelast |          | afgelast | afgelast |
| HC Visé BM                  | afgelast | afgelast | afgelast | afgelast | afgelast | afgelast | afgelast | afgelast | afgelast |          | afgelast |
| KRAS/Volendam               | afgelast | afgelast | afgelast | afgelast | afgelast | afgelast | afgelast | afgelast | afgelast | afgelast |          |

Bron: bnlhandball.com - matchcenter

## Final Four
>> Volledig afgelast, het getoonde is de oorspronkelijke stand. <<

### Schema
|  | Halve finale | Halve finale |  |              | Finale       | Finale |
|  |              |              |  |              |              |        |
|  |              |              |  |              |              |        |
|  | Nummer 1     |              |  |              |              |        |
|  | Nummer 4     |              |  |              |              |        |
|  |              |              |  |              | Winnaar HF 1 |        |
|  |              |              |  | Winnaar HF 2 |              |        |
|  | Nummer 2     |              |  |              |              |        |
|  | Nummer 3     |              |  |              |              |        |

### Halve finales
|  | Nummer 1 | – | Nummer 4 | Vlag van België · Vlag van Nederland |
|  |          |   |          | Vlag van België · Vlag van Nederland |
|  |          |   |          | Vlag van België · Vlag van Nederland |

|  | Nummer 2 | – | Nummer 3 | Vlag van België · Vlag van Nederland |
|  |          |   |          | Vlag van België · Vlag van Nederland |
|  |          |   |          | Vlag van België · Vlag van Nederland |

### Finale
|  | Winnaar Halve finale 1 | – | Winnaar Halve finale 2 | Vlag van België · Vlag van Nederland |
|  |                        |   |                        | Vlag van België · Vlag van Nederland |
|  |                        |   |                        | Vlag van België · Vlag van Nederland |

## Topscoorder
| # | Goal | Nat.              | Naam            | Club                     |
| - | ---- | ----------------- | --------------- | ------------------------ |
| 1 | 9    | Vlag van Polen    | Piotr Maslowski | HC AtomiX                |
| 1 | 9    | Vlag van België   | Lennert Doms    | HC AtomiX                |
| 2 | 8    | Vlag van België   | Yme Bertels     | Hubo Initia Hasselt      |
| 2 | 8    | Vlag van België   | Thomas Bolaers  | Handbal Tongeren         |
| 3 | 7    | Vlag van Portugal | Sergio Rola     | Sezoens Achilles Bocholt |

Bron: bnlhandball.com - statistics